# Тактичка сила
Тактичка сила (енгл. Tactical Force) канадски је акциони филм из 2011. режисера и сценаристе Адама Паола Култрара. Главне улоге играју Стив Остин, Мајкл Џеј Вајт, Кендис Елејн, Кит Џардин, Мајкл Шенкс, Мајкл Еклунд, Дарен Шахлави и Лекса Дојг. Објављен је у Северној Америци 9. августа 2011. године (Vivendi Entertainment), а убрзо је постао 10. најпродаванији ДВД у САД месеца августа 2011. Издао га је Entertainment One у УК и другим страним територијама, почев од 31. октобра 2011. године.

## Радња
Капетан Френк Тејт предводи четворочлани SWAT тим (специјалци; енгл. special weapons and tactics) који још чине Тони Хант, Џенард и Бланко. Они заустављају пљачку самопослуге и спасавају таоце, али чине велику материјалну штету. Њихов надређени се разбесни и нареди им да иду на тренинг, што они не схвате озбиљно.
Иља Калашникова и Деметријус, два члана руске мафије, доводе заточеника који се зове Кени у складиште изван града. Захтевају од Кенија да им открије где се налази скривени „предмет”. Лампоне и Сторато, чланови италијанске мафије, стижу такође на исту локацију и траже извесни „предмет”; две групе мафијаша се свађају ко ће га преузети... Тејтов тим долази у исто складиште и почиње тренинг са обележеним мецима, не знајући за обрачун у складишту. Мафијаши се сакривају од SWAT тима; како напетост расте, SWAT-овци их чују и Бланко одлази да провери ко је то доле, али бива смртно рањен. Тејт и његов тим чују пуцње. Руси и Италијани схватају да SWAT тим нема праве метке. Привремено се удружују како би се решили тима SWAT. Почиње пуцњава и тим специјалаца бежи иза блиндираних врата. Открива се да је Деметријус украо „предмет” од Лампонеа пре него што га је Кени украо. Кени говори да је исти скривен у сектору који је иза блиндираних врата. Деметријус позива појачање. SWAT тим схвата да се морају вратити до свог камиона да би дошли до алатки неопходних за одбрану, укључујући праву муницију и радио ради позивања појачања. Калашњикова и Сторато увлаче камион у складиште. Чланови руске мафије, које предводи човек по имену Владимир, ускоро пристужу. Владимир одлучује да нападну тим SWAT кроз горњи спрат, преко спољашњих прозора. Лампоне кришом говори Сторату да је и он позвао своје оперативце да би обезбедио „предмет” за себе. Владимирови људи улазе на спрат и почињу потрагу за тимом специјалаца. Тејт успева да дође до камиона и проналази ишчупани радио. Ослобађа Кенија, док се Хант бори са Владимировим људима. Тејт и Кени се враћају иза блиндираних врата. Џенард се сукобљава с Владимиром, који је надјачава; утом долази Тејт и убија га. Чланови италијанске мафије, с Таљафером на челу, пристижу и чине Деметријуса и Калашњикову забринутима. Кени одаје локацију „предмета” Тејту, који је изненађен шта је у питању. Таљаферо проналази пут с крова до тима SWAT и отвара блиндирана врата за све остале. Кени показује тиму специјалаца скривени тунел који води до излаза. Тим и Кени улазе у тунел, а исти открива и Таљаферо. Хант чује звук отпозади и Тејт се враћа да провери шта је у питању, док остали настављају. Лампоне води своје људе да врате Кенија живог. Тејта онесвешћује нападач, а Сторато и његов тим заробљавају остале и доводе их до оближњег складишта. Деметријус покуша да убије Тејта, али овај му говори где је скривен „предмет” па га он одводи да то и потврди. Лампоне види да је актовка празна. Пуца у Кенија који пада наизглед мртав. Хант пристаје да иде и врати „предмет” под условом да Лампоне не убије Џенард. Сторато иде са њим. Таљаферо стиже са својом екипом у прво складиште и тражи од Деметријуса, Калашњикове и Тејта да се предају како би их убио безболно. Трио упада у камион и бежи, умичићи Италијанима. У тунелу, Хант се сукобљава са Сторатом и убија га. Враћа се и заробљава Лампонеа. Камион долази у друго складиште и почиње пуцњава. Италијани су надјачани; међутим, на крају се извуку и заробе Русе и тим специјалаца (који им је претходно помогао испаљујући ТБР на Русе). Користећи ’флешбенг’, протагонисти се ослобађају. Тејт убија Таљафера, а Деметријус, Калашњикова и Лампоне су ухапшени.
Тим специјалаца бива похваљен у уреду свог надређеног. Ту долази и Кени, који открива да је био на тајном задатку као агент ФБИ-ја те да му је тим упропастио мисију. Такође, имплицира се и да је Лампоне био тајни агент. Каже се да је врло добро што је „предмет” склоњен са улице, али не открива се шта је у питању. SWAT тиму бива наређено да никоме не откривају било шта о овој операцији ФБИ-ја; добијају похвале они сами за решен случај и одлазе на нови задатак.

## Постава
| Глумац         | Улога                       |
| -------------- | --------------------------- |
| Стив Остин     | капетан Френк „Тејт” Тејтер |
| Мајкл Џеј Вајт | наредник Тони Хант          |
| Лекса Дојг     | оперативка Џенард           |
| Стив Бејсик    | оперативац Бланко           |
| Кендис Елејн   | Иља Калашњикова             |
| Мајкл Шенкс    | Деметријус                  |
| Мајкл Еклунд   | Кени                        |
| Дарен Шахлави  | Сторато                     |
| Ејдријан Хомс  | Лампоне                     |
| Кит Џардин     | Таљаферо                    |
| Питер Кент     | Владимир                    |

## Продукција
Снимање се одвијало у Ванкуверу, Британска Колумбија.

## Критика
Тод Ригни из Бијонд Холивуда написао је да апсурдност филма и „блатантно занемаривање по питању уверљивости” чини филм пријатним.